# Arvert
Arvert ist eine südwestfranzösische Gemeinde mit 3.875 Einwohnern (Stand 1. Januar 2022) im Département Charente-Maritime in der Region Nouvelle-Aquitaine.

## Lage
Arvert liegt auf der zwischen der Gironde und der Seudre gelegenen Halbinsel gleichen Namens etwa 18 Kilometer (Fahrtstrecke) nördlich von Royan, die zur historischen Kulturlandschaft der Saintonge gehört. 

## Bevölkerungsentwicklung
| Jahr      | 1800 | 1851 | 1901 | 1954 | 1999 | 2013 | 2019 |
| Einwohner | 2717 | 2539 | 2494 | 2003 | 2887 | 3329 | 3566 |

Infolge der Mechanisierung der Landwirtschaft lagen die Bevölkerungszahlen von den 1920er bis in die 1960er Jahre nur noch bei etwa 2000.

## Wirtschaft
Seit Jahrhunderten spielt die Landwirtschaft die dominierende Rolle im Wirtschaftsleben der Gemeinde. Diese gehört zu den Bons Bois des Weinbaugebiets Cognac, doch wegen der Absatzkrise von Weinbränden und selbst von Wein werden kaum noch Weinstöcke angepflanzt. Viele Bauern sind zur 'normalen' Landwirtschaft zurückgekehrt. Seit den 1980er Jahren spielt der Tourismus eine nicht unbedeutende Rolle im Wirtschaftsleben des Ortes. Weitere Erwerbsquellen im Ortsteil Avallon sind der Fischfang und die Austernzucht.

## Geschichte
Auf dem Gemeindegebiet wurden prähistorische und gallo-römische Funde gemacht. Im Mittelalter gründeten Mönche hier eine kleine klösterliche Gemeinschaft. Arvert überstand zwar den Hundertjährigen Krieg (1337–1453) unbeschadet, die romanische Kirche wurde jedoch in den französischen Religionskriegen (1562–1598), die besonders im Westen Frankreichs tobten, schwer beschädigt. Mit dem von Heinrich IV. im Jahr 1598 erlassenen Edikt von Nantes beruhigte sich die Situation, doch nach der Ermordung des Königs (1610) flammten neue Feindseligkeiten zwischen Katholiken und Protestanten auf, so dass sich Ludwig XIII. und sein Erster Minister Richelieu zum Eingreifen veranlasst sahen, welches in der Belagerung und Eroberung von La Rochelle gipfelte. Im Jahre 1644 wurde der protestantische Kult in Arvert verboten und im Jahre 1682 ordnete Ludwig XIV. die Zerstörung des protestantischen Gotteshauses (temple) an. Nach dem Erlass des Edikts von Fontainebleau (1685), wodurch das Edikt von Nantes aufgehoben wurde, wanderten viele Protestanten in andere Länder Europas oder ins amerikanische Neufrankreich ab. Der protestantische Glaube lebte jedoch im Untergrund weiter – die Gläubigen trafen sich insgeheim in den Dünen oder in Scheunen; man sprach von einer ‚Kirche in der Wüste‘ (Église du Desert). Erst mit dem in religiösen Dingen toleranten Marschall und Gouverneur Jean Charles de Saint-Nectaire besserte sich die Situation für die Protestanten in der Mitte des 18. Jahrhunderts wieder.

## Sehenswürdigkeiten

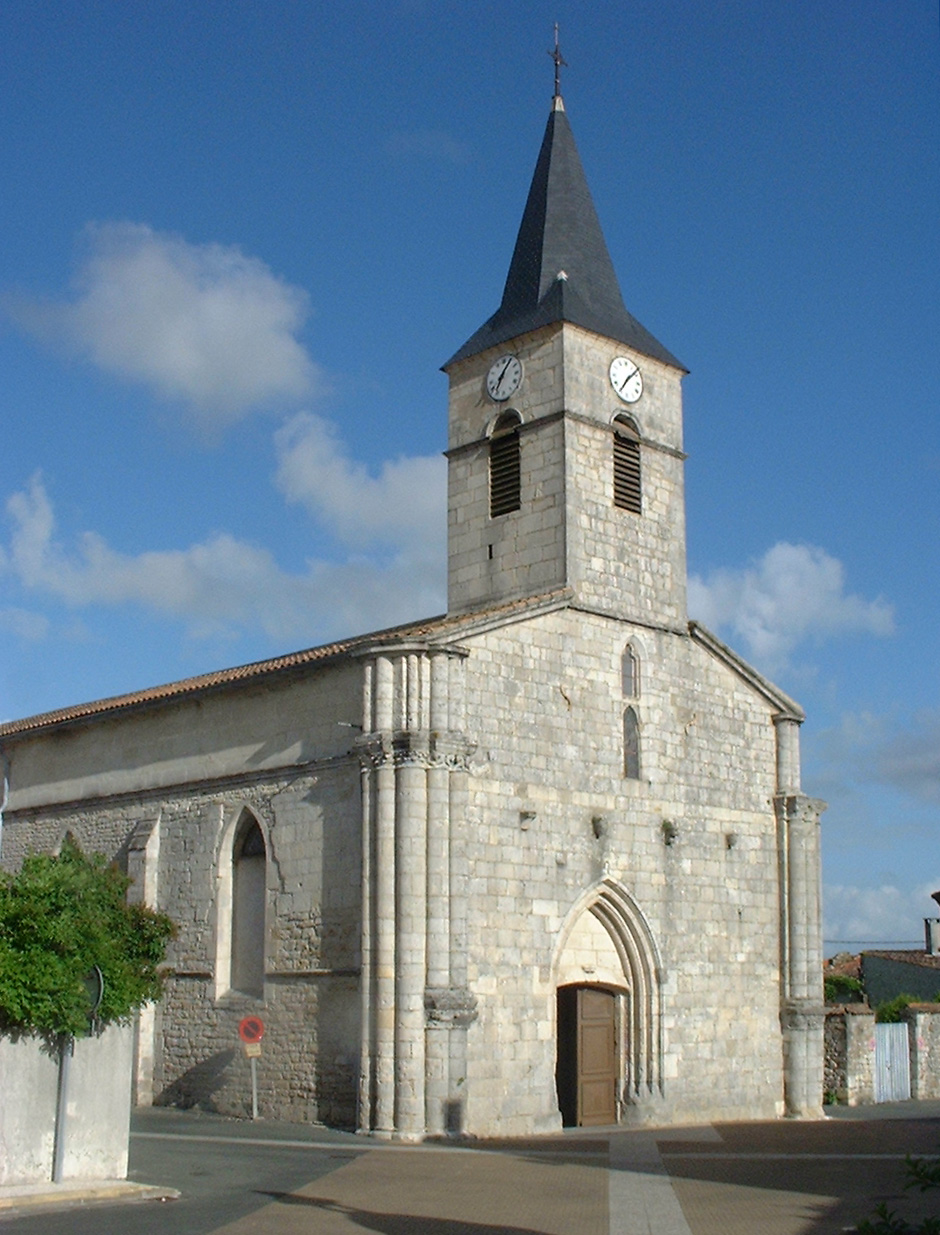
Kirche Saint-Étienne

Siehe auch: Liste der Monuments historiques in Arvert
- Nach den Zerstörungen während der Hugenottenkriege sind von der romanischen Kirche nur Reste des aufgehenden Mauerwerks erhalten; das Erscheinungsbild der heutige Kirche stammt im Wesentlichen aus dem Jahre 1685: Die schmucklose Fassade wird von seitlichen Dienstbündeln gerahmt, wie sie in vielen Kirchen des Poitou und der Saintonge zu sehen sind; oberhalb des Portals finden sich noch die Reste eines teilweise figürlichen Konsolenfrieses, der zum Vorgängerbau gehörte – dagegen ist der Turmaufsatz eine Zutat des 19. Jahrhunderts. Das einschiffige Innere der Kirche erhielt ein flaches Tonnengewölbe aus Gips, welcher auf einer hölzernen Deckenverschalung auftragen wurde; bei einer erneuten Restaurierung im 20. Jahrhundert wurde der Putz von den aus Bruchsteinen gemauerten Wänden abgeschlagen, wodurch sich ein reizvoller Kontrast zwischen Außenmauern und Gewölbe ergibt. Ein kleines Schmuckstück in der ansonsten schmucklosen Kirche ist die steinerne Barockkanzel.
- Auf dem Platz vor der Kirche steht ein barocker Brunnen, dessen Schacht von einer kleinen Kuppel mit Laternenaufsatz abgedeckt ist.
- Der erste protestantische Kirchenbau aus dem Jahr 1566 wurde im Jahr 1609 durch ein zweites Gotteshaus ersetzt, welches im Jahre 1682 niedergerissen wurde, um mit den Steinen die katholische Kirche Saint-Étienne wiederaufzubauen. Im Jahre 1755 wurde ein Haus im Ortsteil Avallon zu einem Gebetshaus (maison d’oraison) umfunktioniert. Der heutige protestantische 'Tempel' stammt aus dem Jahr 1834 und wurde danach mehrfach restauriert; er überzeugt – wie viele protestantische Gotteshäuser – durch seine dekorlose Strenge und Einfachheit der Architektur.
- Auf dem Gemeindegebiet gab es im 19. Jahrhundert etwa 20 Windmühlen, die inzwischen nahezu völlig verschwunden sind – von einigen sind nur noch die Turmstümpfe zu sehen.

## Persönlichkeiten
- Gilbert Ranson (1899–1972), Zoologe und Malakologe